# Аминоциклопирахлор
Аминоциклопирахлор — селективный низкочастотный гербицид до- и послевсходового действия, хлорпроизводное из группы пиримидинов. Используется для борьбы с широколистными сорняками, древесными растениями,  лианами и травами на участках не пищевого назначения, таких как земли общего пользования, национальные резерваты дикой природы, рекреационные территории, газоны, поля для гольфа и дерновые хозяйства.

## Характеристики
Представляет собой белое кристаллическое вещество с характерным запахом.

## Использование
Аминоциклопирахлор, его калиевые соли и метиловые эфиры используются в качестве гербицидов. Структурно он напоминает аминопиралид и был разработан компанией DuPont в 2010 году. Действие основано на влиянии на рецепторы ауксинов. В странах Европейского Союза и в Швейцарии не допускается к использованию в качестве гербицида.
Из-за возможного повреждения хвойных деревьев, Агентство по охране окружающей среды США и компания DuPont советовали профессиональным пользователям и бытовым потребителям не использовать этот гербицид в местах произрастания ели обыкновенной или других хвойных деревьев.